# Jimi Jamison
Jimmy Wayne Jamison, född 23 augusti 1951 i Durant, Mississippi, död 1 september 2014, var en amerikansk musiker, sångare och låtskrivare som främst var känd som sångare i rockbandet Survivor.